# Вербурга
Святая Вербурга (др.-англ. Wærburg; ум. 3 февраля 699 года) — англосаксонская принцесса, святая покровительница города Честер в графстве Чешир.
День памяти — 3 февраля.

## Жизнь
Вербурга родилась в Стоуне (ныне в Стаффордшире) в семье короля Мерсии Вульфхера (христианский сын языческого короля Пенды Мерсийского) и его супруги Эрменильды (дочь короля Кента Эрконберта). С позволения отца она стала монахиней в аббатстве Или, которое было основано прославленной святой Этельдредой (или Одри), первой аббатисой Или, бывшей королевой Нортумбрии и сестрой её бабки Сексбурги, королевы Кента. Наставниками Вербурги во дворце были её мать-королева и святой Чед, впоследствии епископа Личфилда; в монастыре её обучали святая Этельдреда и святая Сексбурга. Вербурга была монахиней бо́льшую часть своей жизни.
Поддерживала монастырскую реформу. В конце концов стала четвёртой аббатисой Или после матери Эрменильды, бабки Сексбурги и двоюродной бабки Этельдреды. Умерла 3 февраля 699 года и была похоронена в Ханбери в Стаффордшире.